# Mitsubishi Outlander II - Citroën C-Crosser - Peugeot 4007
Les Citroën C-Crosser et Peugeot 4007 sont des SUV commercialisés en Europe par Citroën et Peugeot de juillet 2007 à 2012. Ce sont des clones du Mitsubishi Outlander II (2005-2012) équipés d'un moteur PSA. Tous les modèles ont été construits par Mitsubishi d'abord au Japon puis, à partir de 2010, assemblés en CKD/SKD en Russie dans leur usine commune de Kaluga jusqu'en novembre 2012.

## Mitsubishi Outlander

### Mitsubishi Airtrek(type CU/ZE/ZF)(2001-2008)
Le Mitsubishi Outlander a été lancé le 20 juin 2001 pour remplacer le Mitsubishi Challenger, parfois appelé Montero Sport ou Shogun Sport sur certains marchés à l'exportation. Au Japon, l'Outlander s'appelait à l'origine Mitsubishi Airtrek. Son nom a été changé en Outlander pour les modèles destinés à l'exportation. Il est construit sur la plateforme Mitsubishi/Chrysler GS. Plusieurs moteurs essence étaient proposés, à quatre cylindres en ligne ou V6. Le Mitsubishi Outlander "officiel" de 1re génération (type CW5W/6W) a été lancé au Japon le 17 octobre 2005. La version nord-américaine a été présentée au Salon de l'automobile de New York en avril 2006 et la version européenne, au Mondial de l'Automobile de Paris en septembre 2006.

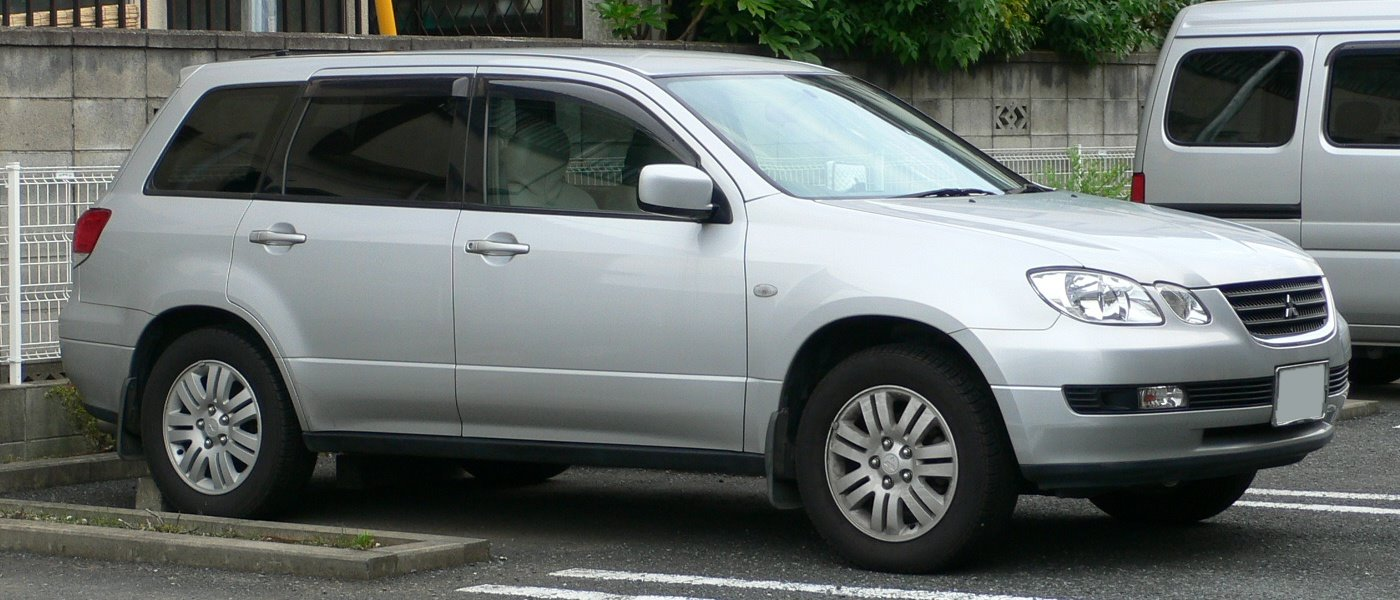
Mitsubishi Airtrek 1e génération 2001

### Mitsubishi Outlander II(type CW/ZG/ZH)(2006-2013)
La deuxième génération du Mitsubishi Outlander I se distingue par l'adoption généralisée du nom Outlander, un design plus agressif, des dimensions plus importantes et une technologie mise à jour. C'est également avec cette génération que Mitsubishi a proposé, en option, un moteur diesel pour certains marchés. C'est cette version que le groupe PSA va intégrer à son catalogue.

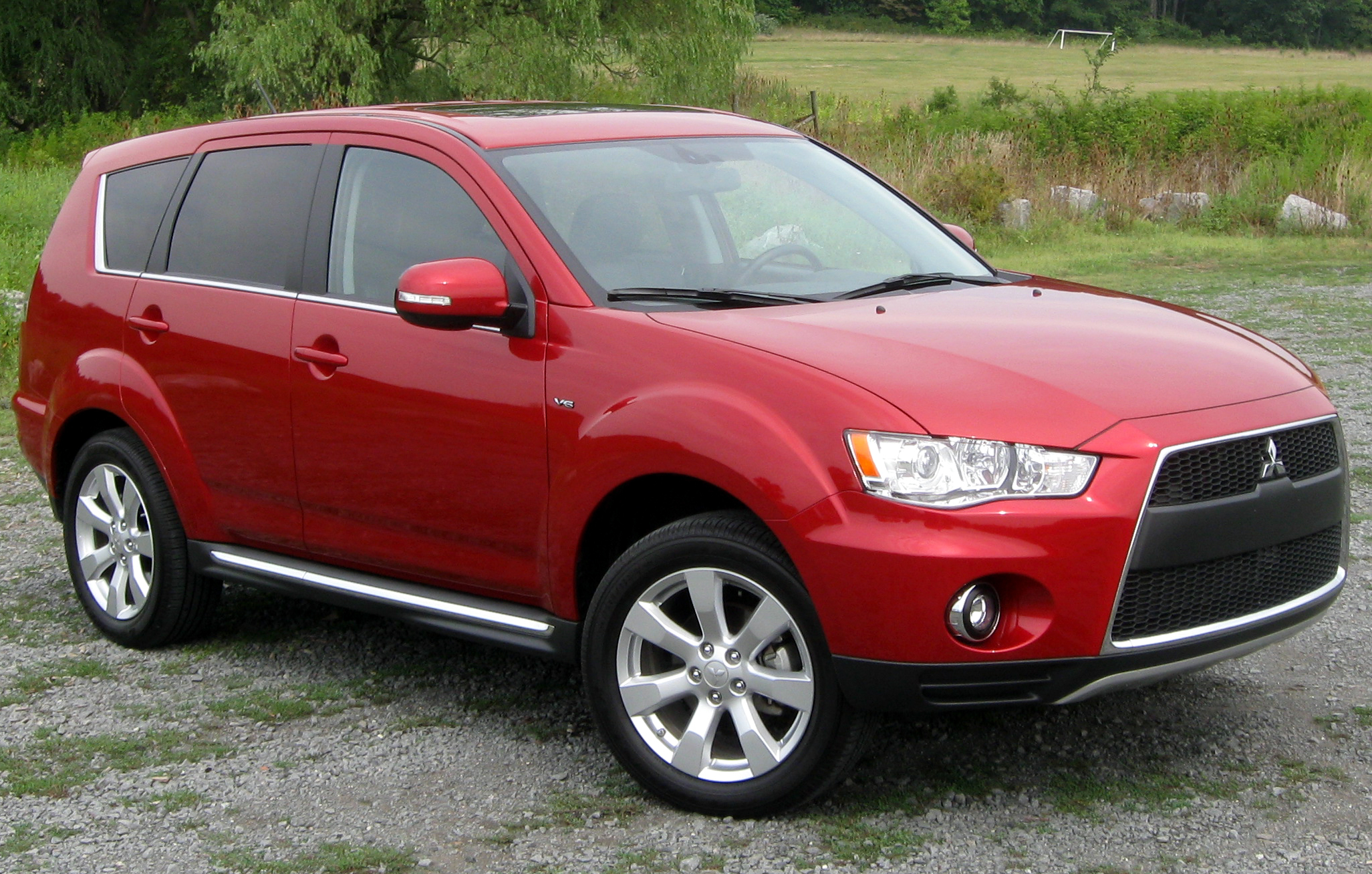
Mitsubishi Outlander GT

Le groupe PSA voulait intégrer un modèle SUV à son catalogue mais n'ayant aucune expérience en la matière et, pour des raisons économiques, a préféré s'associer à Mitsubishi. PSA a négocié la production d'un certain nombre d'exemplaires du Mitsubishi Outlander II badgés Citroën et Peugeot, pour être commercialisés dans le réseau PSA, mais équipés d'une seule motorisation PSA. La signature très tardive de cet accord n'a pas permis au groupe français d'obtenir la moindre modification, même de détail, des versions PSA, sauf la calandre. La qualité de la finition des versions françaises répond strictement aux standards japonais du modèle de base.
À l'origine, la version Citroën devait s'appeler C7 mais, en octobre 2006, le nom C-Crosser est adopté, un nom déjà utilisé sur un concept-car de la marque, présenté au Salon de Francfort en 2001.
La version Peugeot est baptisée 4007. C'est le deuxième véhicule Peugeot dont le nom comporte 4 chiffres (après la Peugeot 1007) et le dernier dont le nom comporte 4 chiffres et se termine par un 7.
La version définitive est présentée pour la première fois au Salon de Genève en mars 2007. Le Peugeot 4007 de série est accompagné d'un show car 4007 Holland & Holland.
Le C-Crosser et le 4007 sont les premiers véhicules de l'histoire automobile fabriqués par un constructeur japonais et vendus sous une marque française. En fait, c'est la première fois qu'un constructeur français achète un modèle automobile japonais pour le commercialiser sous ses propres marques.
En mars 2008, Mitsubishi Motors Corporation annonce que la production des versions françaises du SUV, 4007 et C-Crosser sera transférée, à partir du 1er janvier 2009, de l'usine de Mizushima (Japon) vers son usine de production néerlandaise NedCar BV à Born. Toutefois, en raison du niveau des ventes très décevant des deux modèles français, le projet est reporté. Seul le Mitsubishi Outlander ASX I sera produit par NedCar BV, à partir d'août 2009, aux côtés des versions européennes de la Mitsubishi Colt.
Lors du Salon de l'Automobile de Londres 2008, Citroën présente un dérivé utilitaire du C-Crosser. Cette version, uniquement destinée à être commercialisée au Royaume-Uni, est dépourvue de sièges à l'arrière et dotée de vitres latérales arrière tôlées, est dénommée Citroën C-Crosser Commercial. Le modèle dispose d'un hayon ouvrable en deux parties avec un volume de chargement de 2,3 m3.
À partir de septembre 2009, le C-Crosser et le 4007 subissent quelques retouches esthétiques et améliorations techniques et peuvent être équipés, en option, d'une nouvelle boîte robotisée DCS (Dual Clutch System - Système à double embrayage). La technique de la boîte de vitesses robotisée à double embrayage, une première pour une marque française – étrennée par les Peugeot 4007 et Citroën C-Crosser, PSA la doit à son partenaire Mitsubishi qui en équipe l'Outlander. Le constructeur japonais a déjà une expérience de ce type de boîte, avec la méchante Lancer Evolution. Le fournisseur des trois SUV est l'allemand Getrag.
Dès la mise en service de l'usine commune russe PSA-Mitsubishi PSMA Russ de Kaluga en avril 2010, Mitsubishi débute l'assemblage de l'Outlander en kits CKD/SKD provenant du Japon et, à partir du 19 septembre 2010, l'assemblage des clones français, les Citroën C-Crosser et Peugeot 4007. En septembre 2012, les derniers Outlander II, C-Crosser et 4007 sortent d'usine avant de laisser la place aux Mitsubishi ASX I, C4 Aircross et Peugeot 4008 I dont la production a démarré le 19 novembre 2012.

Peugeot 4007 et Citroën C-Crosser
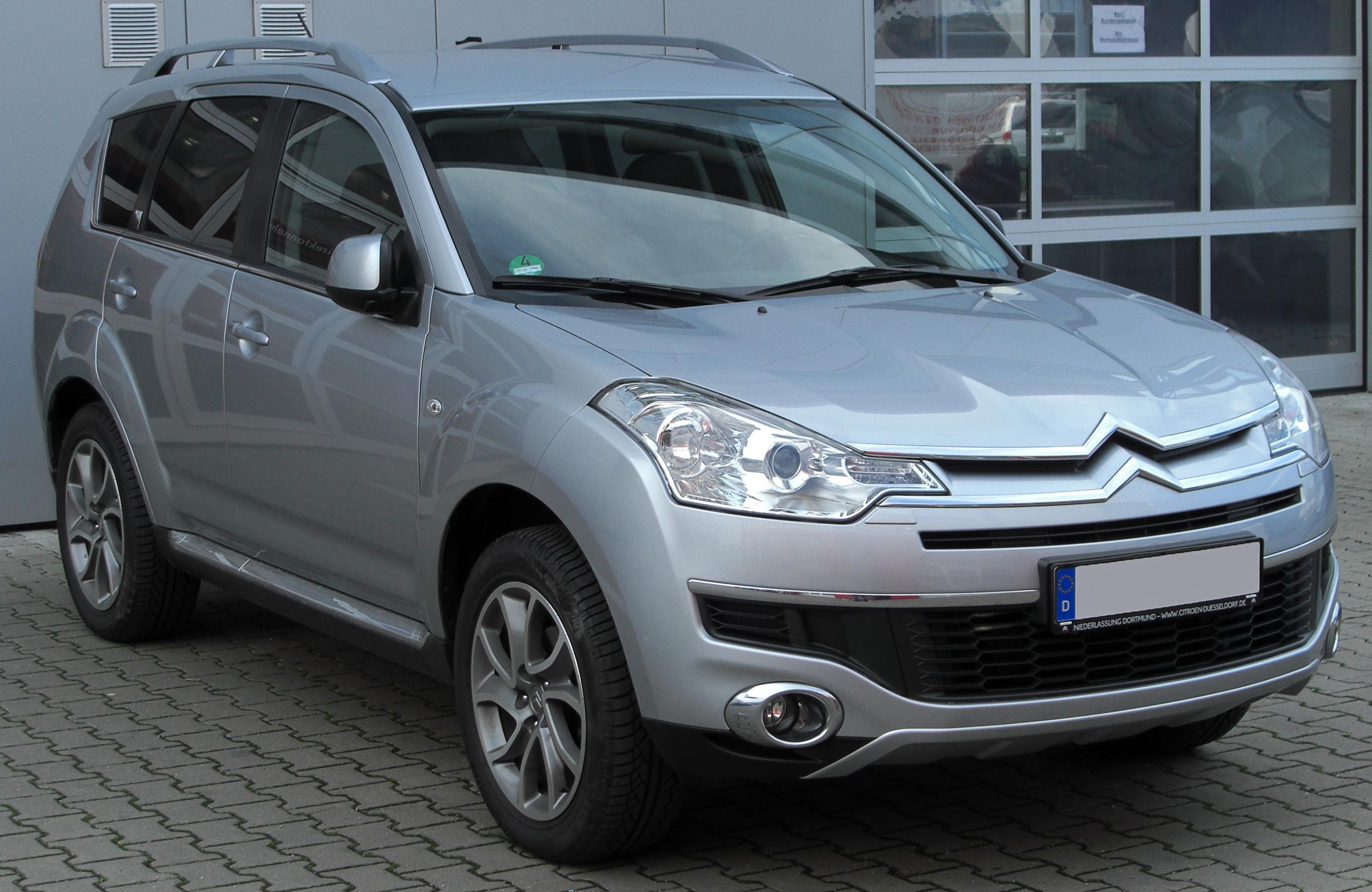
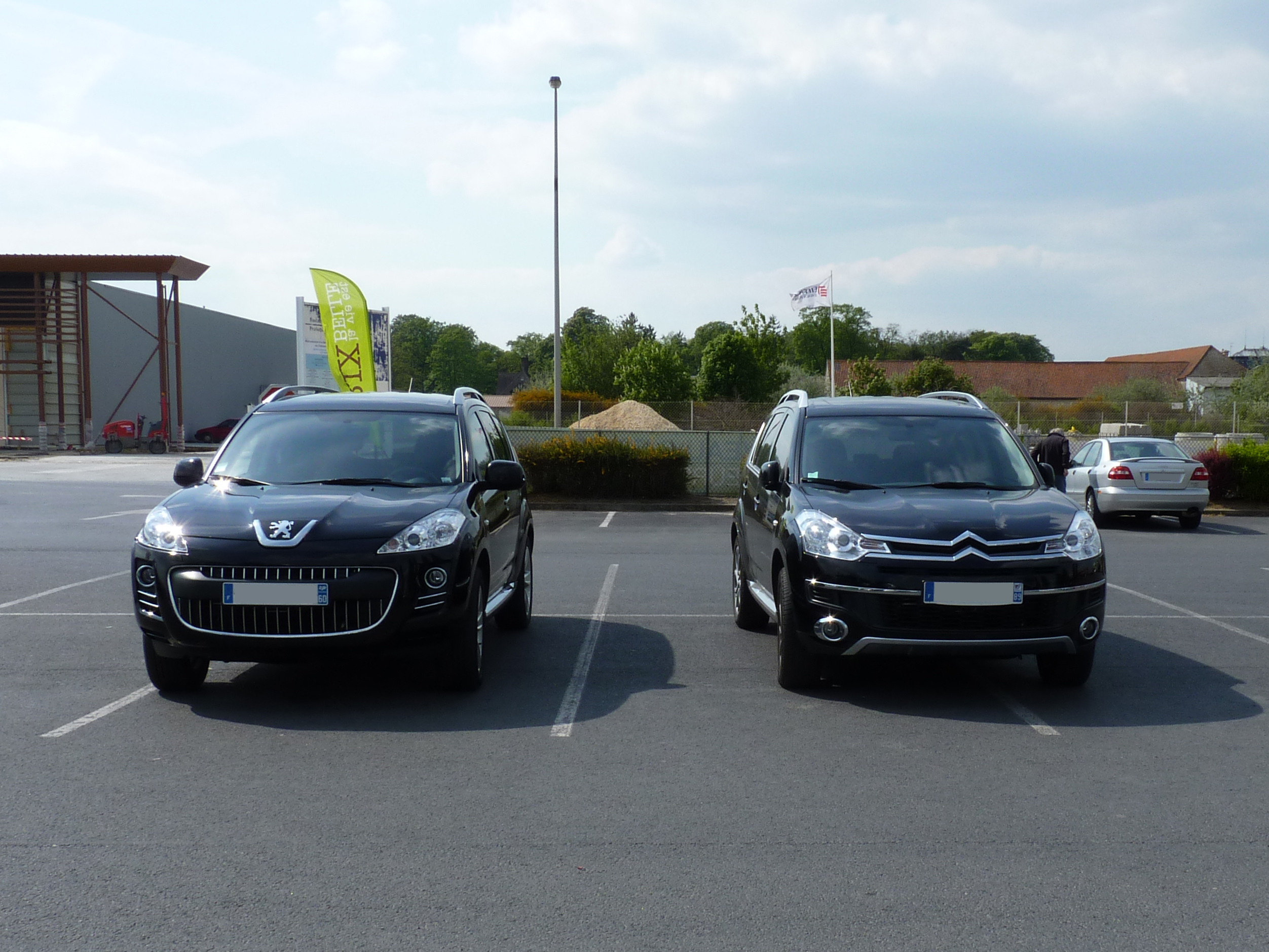
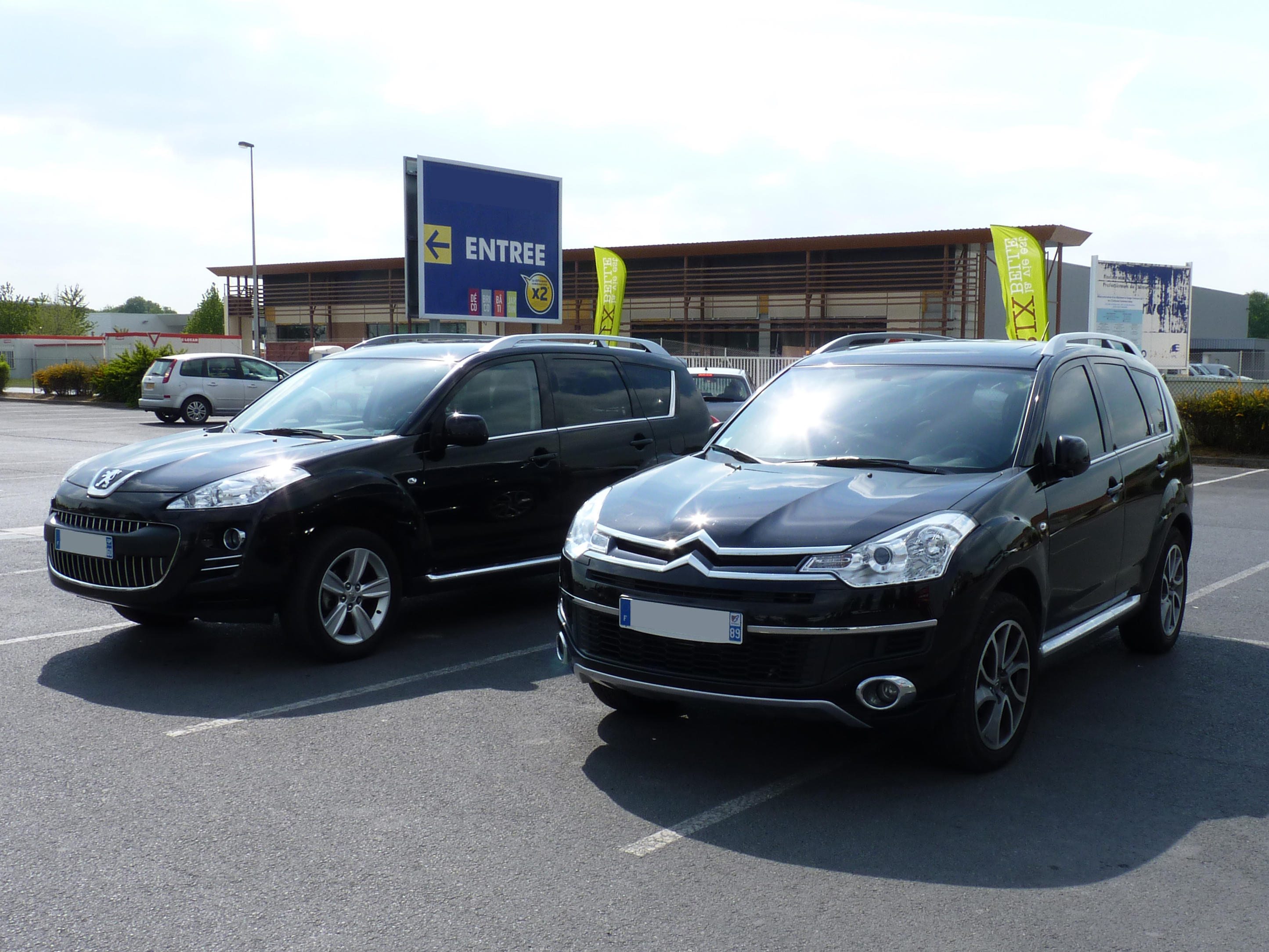
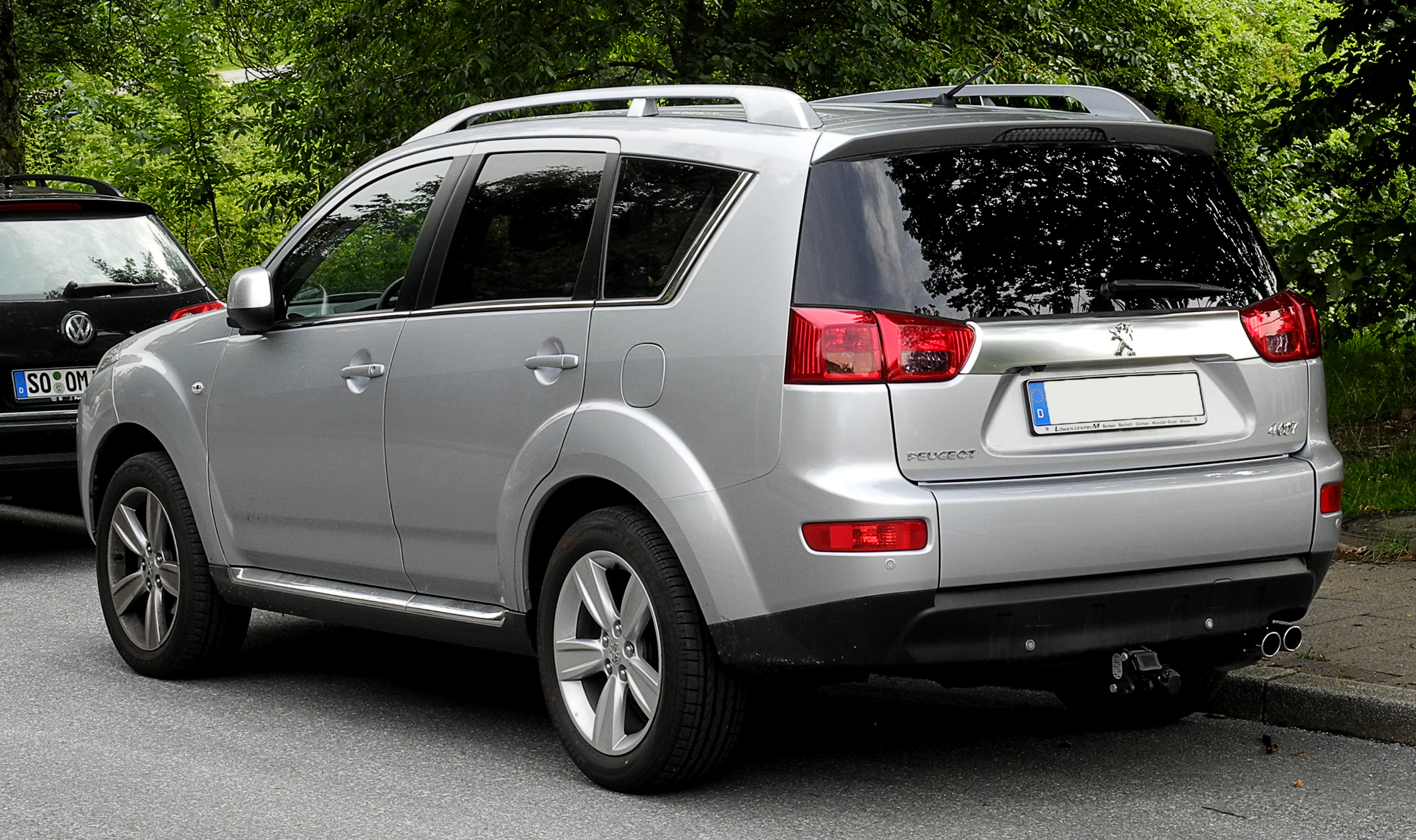

### Mitsubishi Outlander III(type GF/GG/ZJ/ZK/ZL)(2012-2024)

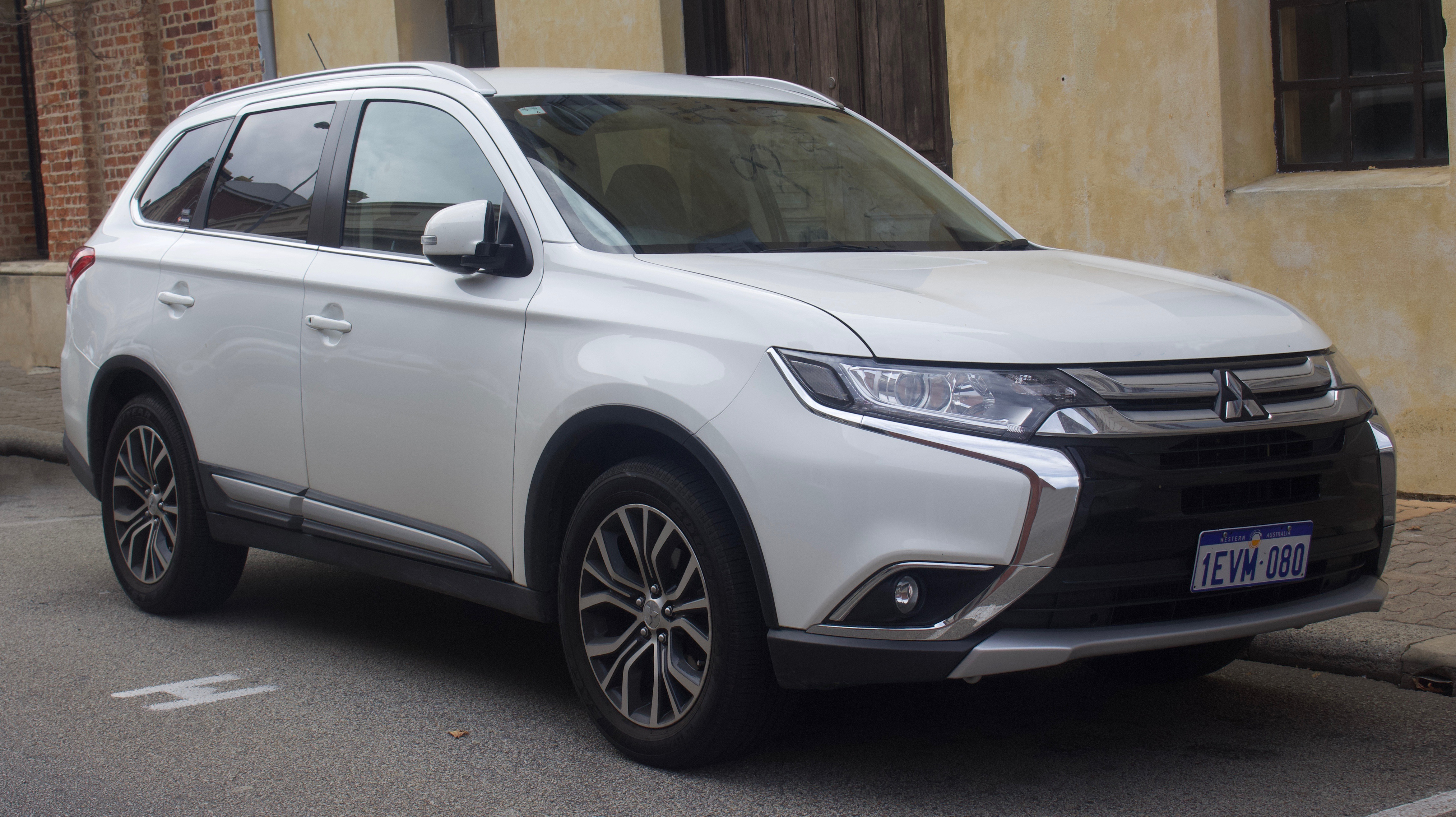
Mitsubishi Outlander LS (MY 2016)

La troisième génération du Mitsubishi Outlander se caractérise par un aménagement intérieur plus raffiné, des systèmes d'info-divertissement mis à jour et une gamme plus large de fonctionnalités de sécurité. L'introduction du Mitsubishi Outlander PHEV (Plug-In Hybrid Electric Vehicle), qui est devenu l'un des hybrides rechargeables les plus vendus au monde, notamment en Europe, a constitué le point fort de cette évolution. En 2016, à l'occasion des 15 ans de l'Outlander, Mitsubishi a fêté le 1,5 millionième exemplaire produit.

#### Mitsubishi Outlander PHEV (2014-2022)

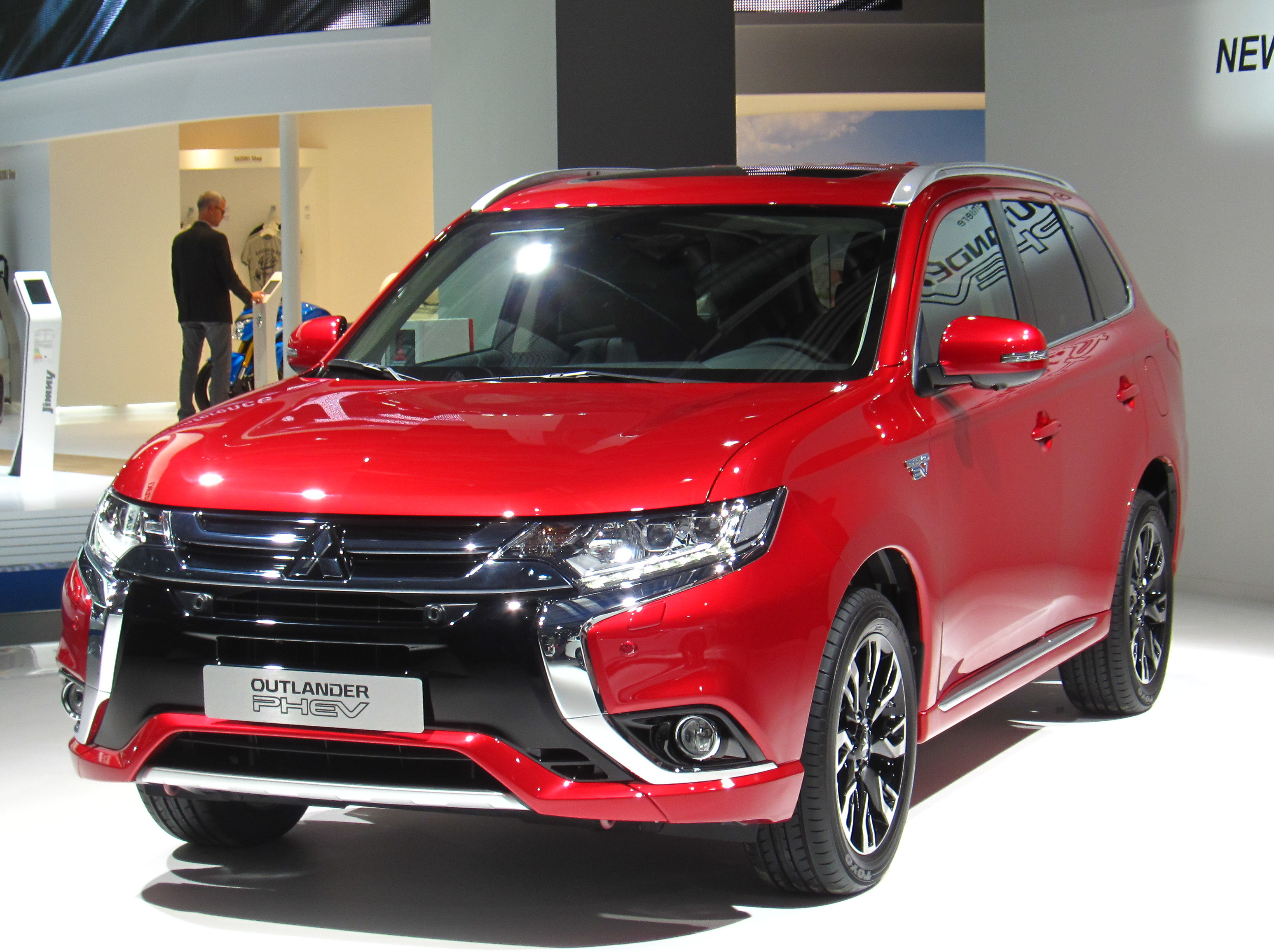
Mitsubishi Outlander PHEV (MY 2015)

La troisième génération du Mitsubishi Outlander comprend une variante hybride rechargeable appelée PHEV qui a été dévoilée au Mondial de l'Automobile de Paris 2012. Selon JATO Dynamics, l'Outlander PHEV a été le véhicule hybride rechargeable le plus vendu au monde depuis décembre 2018. Les ventes mondiales ont atteint les 300.000 exemplaires en janvier 2022.
Le véhicule hybride rechargeable est équipé d'un moteur essence MIVEC 4 cylindres de 2,0 litres, couplé à un groupe motopropulseur électrique, dérivé des systèmes électriques utilisés sur la Mitsubishi i-MiEV, il produit une puissance combinée de 197 ch (147 kW). Deux moteurs électriques de 60 kW alimentent indépendamment les roues avant et arrière, tandis que le moteur à essence peut être utilisé comme générateur pour les moteurs et/ou alimenter directement le véhicule. Le moteur à combustion ne peut envoyer de puissance qu'aux roues avant car il n'y a pas d'arbre de transmission le reliant aux roues arrière. Situé sur le côté gauche du moteur (positionné de type transaxle), le moteur avant est une version plus petite, plus légère et à plus haut rendement du moteur électrique synchrone à aimant permanent utilisé dans l'i-MiEV,.
L'Outlander PHEV est équipé d'une batterie lithium-ion de 12 kWh capable de fournir une autonomie tout électrique de 52,3 km selon le nouveau cycle de conduite européen. Selon le test japonais JC08, l'autonomie tout électrique est de 60 km à une vitesse de 120 km/h La batterie est située dans un boîtier étanche à la poussière et à l'eau placé sous le sous-plancher et se compose de 80 cellules en série. L'économie de carburant en mode hybride pour le Japon est de 5,3 L/100 km,.
À partir d'une prise standard, la charge complète dure cinq heures. L'utilisation d'une borne rapide permet une charge à 80 % en environ 25 minutes. L'Outlander PHEV dispose d'un freinage régénératif pendant les décélérations.
L'Outlander MY 2019 est doté d'une batterie de 13,8 kWh, ce qui porte l'autonomie de 52,3 à 65 km et la vitesse de pointe à 135 km/h.

### Mitsubishi Outlander IV(type GM/GN/ZM)(2021- en cours)

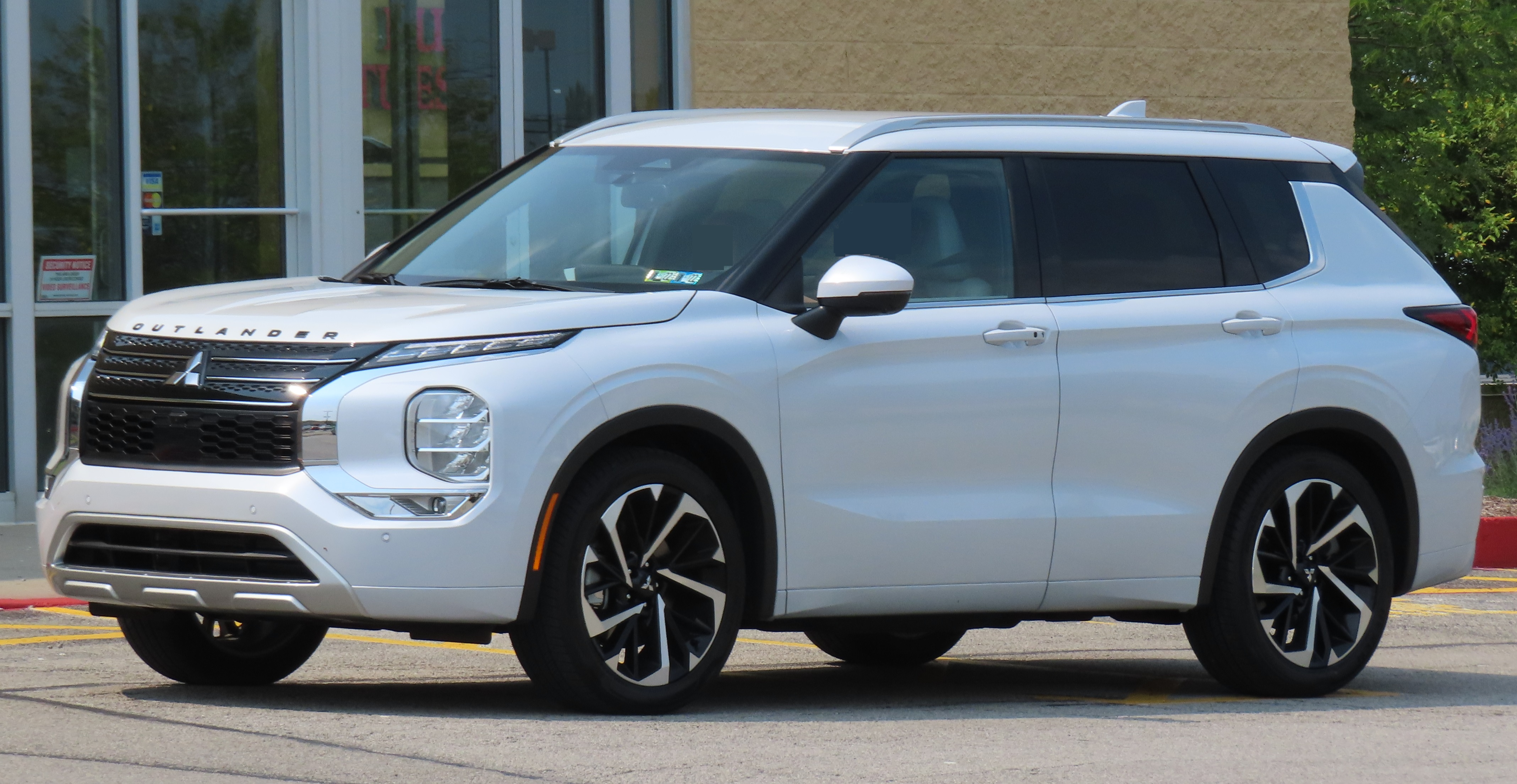
Mitsubishi Outlander (MY 2022)

Le Mitsubishi Outlander de quatrième génération a été lancé le 16 février 2021. Il s'inspire du concept GT-PHEV présenté au Mondial de l'automobile de Paris 2016, puis du concept Engelberg Tourer qui a fait ses débuts au Salon de l'automobile de Genève 2019 et enfin, a été développé quatre ans après que Nissan ait pris une participation de 34 % dans Mitsubishi Motors, en difficulté. Il est basé sur le Nissan X-Trail (T33). C'est le premier modèle Mitsubishi à utiliser la nouvelle plateforme CMF-C/D. Comme son prédécesseur, il continue d'offrir la même configuration à 7 places.

## Citroën C-Crosser & Peugeot 4007

### Usines de production et d'assemblage
Initialement fabriqués par l'usine Mitsubishi de Mizushima (Japon), la production des modèles destinés aux marchés non européens a été transférée vers l'usine de Nagoya à Okazaki à partir de novembre 2008. L'assemblage en CKD/SKD du Mitsubishi Outlander II et des exemplaires badgés Citroën et Peugeot, destinés aux marchés européens, a été assuré, à partir du 17 septembre 2010, par l'usine commune russe PSA-Mitsubishi PSMA Russ de Kaluga à partir de kits provenant du Japon.
- Citroën C-Crosser
  -  Okazaki
  -  Kaluga (5.400 ex assemblés du 17 septembre 2010 à mi septembre 2012).
- Peugeot 4007
  -  Kurashiki
  -  Okazaki
  -  Okayama
  -  Kaluga (5.400 ex assemblés du 17 septembre 2010 à mi septembre 2012).

### Finitions des modèles PSA
Le C-Crosser et le 4007 ont été vendus en France avec une seule motorisation diesel PSA, le 2.2 HDI 156 ch fruit de la coopération PSA/Ford.

#### Phase 1 (2007-2009)
À sa sortie, en juillet 2007, il est proposé avec 2 niveaux de finitions :
- Pack : jantes en alliage 16 pouces, roue de secours galette, accoudoir central avant et arrière, ABS, REF, ESP, ASR, transmission intégrale avec sélecteur de mode, coussins gonflables de sécurité (« airbags ») frontaux et latéraux avant et en rideaux aux rangs 1 et 2, régulateur de vitesse, siège conducteur réglable en hauteur, climatisation automatique, pare-soleil avant avec miroir occultable, condamnation centralisée à distance, direction à assistance variable, vitres avant et arrière électriques, rétroviseurs extérieurs électriques chauffants et rabattables électriquement, système audio CD RDS MP3 6HP, banquette en rang 2 rabattable électriquement depuis le coffre et kit mains libres Bluetooth.
- Options : peinture métallisée, aide au stationnement arrière, navigation couleur tactile 7" + caméra de recul, jantes alliage 18 pouces.

- Exclusive : finition haut de gamme du C-Crosser. Elle propose les équipements évoqués ci-dessus auxquels s'ajoutent des projecteurs au xénon avec lave-projecteurs, aide au stationnement arrière, système audio RDS MP3 6HP chargeur 6 CD intégré et jantes alliage de 18 pouces.
- Options : peinture métallisée, toit ouvrant électrique, système audio Hi-Fi Rockford Fosgate (avec amplificateur numérique avec processeur DSP de 650 W, 8 haut-parleurs et un caisson de basse, disque dur de 30 Go) + navigation couleur tactile 7" + caméra de recul.

En mai 2008, Citroën propose la finition Attraction, une version d'entrée de gamme à un prix attractif avec un minimum d'équipements.
- Attraction : jantes en tôle 16", sièges en tissu. Par rapport à la finition Pack, elle n'a pas de feux antibrouillard, pas d'aide au stationnement arrière, pas de 3e rangée de sièges, pas de barres de toit longitudinales, 4 haut-parleurs au lieu de 6
- Option : peinture métallisée.

#### Phase 2 (2009-2012)
Officiellement, PSA ne parle pas de phase 2, mais d'évolution, car la carrosserie n'a subi aucun changement. Présenté au Salon de Francfort 2009 et sorti des usines à partir de septembre 2009, le C-Crosser est doté de quelques améliorations :
- Esthétiques : double échappement droit chromé, planche de bord garnie de similicuir et surpiquage blanc, fonds de compteurs modifiés, écran de contrôle du combiné en couleur, appuie-têtes redessinés.
- Technique : moteur conforme à la norme Euro 5, en option une boîte de vitesses robotisée à double embrayage DCS 6 vitesses qui permet de changer les vitesses de 3 manières (entièrement automatique, séquentielle soit avec le levier de vitesse soit avec les palettes au volant).

## Moteurs

### Mitsubishi Outlander
- 1re génération

Il offrait le choix entre un moteur Mitsubishi Sirius 4G63 2,0 L développant 126 Ch DIN (93 kW) ou 4G64 2,4 L GDI de 139 Ch (102 kW), couplé à une transmission automatique INVECS-II à 4 vitesses de série. Disponible en traction avant ou traction intégrale 4x4. Une version plus performante Turbo-R, a été lancée en 2002. Elle utilisait une version dégonflée du moteur turbo 4G63T 2,0 L I4 de la Mitsubishi Lancer Evolution. Le moteur développait 240 ch (180 kW) avec un couple de 343 Nm, bien que sur les marchés d'exportation la puissance ait été réduite à 202 ch (149 kW) et 303 Nm.
- 2e génération

La gamme des motorisations disponibles sur le Mitsubishi Outlander s'est élargie aux moteurs diesel. Elle comprend :
| Carburant                               | Moteur                              | Cylindrée (cm3)          | Puissance Ch DIN (kW)    | Couple (Nm)            | Marchés              |
| --------------------------------------- | ----------------------------------- | ------------------------ | ------------------------ | ---------------------- | -------------------- |
| Essence                                 | L4 Mitsubishi 4B11 DOHC MIVEC 16s   | 1.998                    | 150 (110) à 6.000 tr/min | 199 à 4.250 tr/min     | Japon & Nlle-Zélande |
| Essence                                 | L4 Mitsubishi 4B11 DOHC MIVEC 16s   | 2.360                    | 170 (125) à 6.000 tr/min | 226/232 à 4.100 tr/min | Exportation          |
| Essence                                 | V6 Mitsubishi 6B31 SOHC MIVEC 24s   | 2.998                    | 220 (162) à 6.250 tr/min | 276 à 4.000 tr/min     | Amérique du Nord     |
| Diesel                                  | L4 Volkswagen TDi PD DOHC 16s Turbo | 1.968                    | 140 (103) à 4.000 tr/min | 320 à 2.500 tr/min     | Europe (2007-2010)   |
| L4 PSA HDi DW12 Turbo                   | 2.179                               | 156 (115) à 4.000 tr/min | 380 à 2.000 tr/min       | Europe (2007-2012)     |                      |
| L4 Mitsubishi 4N14 DOHC MIVEC 16s Turbo | 2.268                               | 175 (130) à 3.500 tr/min | 380 à 2.000 tr/min       | Europe (2010 → )       |                      |

La 2e génération de l'Outlander a été commercialisée en Europe en février 2007. Elle se devait de proposer une motorisation diesel, essentielle sur ce marché à l'époque. Mitsubishi a choisi d'acheter le moteur TDi 2,0 L Volkswagen de 140 ch (103 kW), déjà monté sur les versions européennes de la Grandis. Avant même que l'Outlander ne soit commercialisé, Mitsubishi décide de proposer un moteur diesel plus puissant. Dès novembre 2007, les versions diesel peuvent aussi être équipées du moteur PSA de 2,2 L développant 156 ch DIN (115 kW). En septembre 2010, le moteur diesel Mitsubishi 4N14 de 2,3 L développant 177 ch DIN (130 kW) a remplacé le moteur Volkswagen. L'unité PSA a continué à être proposée en option dans certains pays.
- 3e génération

La gamme des motorisations est restée la même mais est complétée par la version hybride rechargeable PHEV.
| Carburant    | Moteur                                  | Cylindrée (cm3) | Puissance Ch DIN (kW)    | Couple (Nm)            | Marchés              |
| ------------ | --------------------------------------- | --------------- | ------------------------ | ---------------------- | -------------------- |
| Essence      | L4 Mitsubishi 4J11 SOHC MIVEC 16s       | 1.998           | 150 (110) à 6.000 tr/min | 195 à 4.200 tr/min     | Japon & Nlle-Zélande |
| Essence      | L4 Mitsubishi 4B11 DOHC MIVEC 16s       | 2.360           | 170 (125) à 6.000 tr/min | 226/232 à 4.100 tr/min | Exportation          |
| Essence      | L4 Mitsubishi 4J12 DOHC MIVEC 16s       | 2.360           | 169 (124) à 6.000 tr/min | 220 à 4.200 tr/min     | Exportation          |
| Essence      | V6 Mitsubishi 6B31 SOHC MIVEC 24s       | 2.998           | 220 (162) à 6.250 tr/min | 276 à 4.000 tr/min     | Amérique du Nord     |
| Diesel       | L4 Mitsubishi 4N14 DOHC MIVEC 16s Turbo | 2.268           | 175 (130) à 3.500 tr/min | 380 à 2.000 tr/min     | Europe               |
| Essence PHEV | L4 Mitsubishi 4B11 DOHC MIVEC 16s       | 1.998           | 150 (110) à 6.000 tr/min | 199 à 4.250 tr/min     |                      |
| Essence PHEV | L4 Mitsubishi 4B11 DOHC MIVEC 16s       | 2.360           | 170 (125) à 6.000 tr/min | 226/232 à 4.100 tr/min |                      |

- 4e génération

La 4e génération de l'Outlander a été présentée le 16 février 2021. Elle abandonne les motorisations diesel et développe l'électrique.
| Carburant | Moteur                                                                                          | Cylindrée (cm3) | Puissance Ch DIN (kW)                        | Couple (Nm)        | Divers                               |
| --------- | ----------------------------------------------------------------------------------------------- | --------------- | -------------------------------------------- | ------------------ | ------------------------------------ |
| Essence   | L4 Nissan PR25DD DOHC 16s                                                                       | 2.488           | 185 (137) à 6.000 tr/min                     | 245 à 3.600 tr/min |                                      |
| MHEV      | L4 Mitsubishi 4B40 SOHC MIVEC 16s Turbo                                                         | 1.499           | 161 (120) à 5.500 tr/min                     | 280 à 3.500 tr/min | Chine versions 4x2 & 4x4             |
| PHEV      | L4 Mitsubishi 4B12 DOHC MIVEC 16s AV : Moteur C.A. synchrone S91 AR : Moteur C.A. synchrone YA1 | 2.360           | 133 (99) à 5.000 tr/min + AV (87) + AR (100) | 450                | Batteries lithium-ion 350 V - 20 kWh |

### Citroën C-Crosser & Peugeot 4007
Le C-Crosser et le 4007 n'étaient disponibles, en France, qu'avec le seul moteur diesel PSA/Ford, le 2.2 L HDI 156 ch. Dans les autres pays, ils étaient également proposés avec des moteurs essence Mitsubishi de 2.4 L et un 2.0 L PSA.
Le moteur Diesel est un bloc normalement utilisé sur d'autres modèles du groupe avec deux turbos et développant 170 ch. Fruit de la coopération PSA/Ford, cette version équipée d'un seul turbo a fait ses preuves dès 2006 en équipant le Land Rover Freelander 2. Le moteur 2.2 L HDI développe 156 chevaux (115 kW) à 4.000 tr/min et un couple de 380 Nm à 2.000 tr/min.
Les plus gros défauts des versions PSA recensés en France sont :
- freinage perfectible,
- consommation très élevée, autonomie insuffisante,
- embrayage by mass fragile et arbre de transmission de mauvaise qualité,
- boîte de vitesse fragile,
- lève vitre conducteur très fragile,
- coûts des pièces mécaniques PSA exorbitant et réseau peu enclin à effectuer l'entretien.

| Moteur                   | Cylindrée (cm3) | Puissance Ch DIN (kW)    | Couple (Nm)        | Vitesse (km/h) | Accélération sec. de 0 à 100 km/h | 1000 m. D.A. (sec.) | Consommation (l/100 km) | Émissions CO2 (g/km) |
| ------------------------ | --------------- | ------------------------ | ------------------ | -------------- | --------------------------------- | ------------------- | ----------------------- | -------------------- |
| 2.2 PSA HDi DW12 FAP BVM | 2.179           | à 4.000 tr/min 156 (115) | à 2.000 tr/min 380 | 200            | 9,9                               | 31,9                | 7,2 à 9,9               | 185                  |
| 2.2 PSA HDi DW12 FAP BVA | 2.179           | à 4.000 tr/min 156 (115) | à 2.000 tr/min 380 | 198            | 11,1                              | 33,2                | 7,3 à 10,5              | 192                  |

## Production et ventes
| Années       | Production Mitsubishi | Production Mitsubishi | Production Mitsubishi | Production Mitsubishi       | Production Mitsubishi  | Ventes        | Ventes  | Ventes  |
| Années       | Airtrek               | Outlander I-II-III-IV | Outlander PHEV        | Citroën C-Crosser (CKD/SKD) | Peugeot 4007 (CKD/SKD) | Mitsubishi    | Citroën | Peugeot |
| ------------ | --------------------- | --------------------- | --------------------- | --------------------------- | ---------------------- | ------------- | ------- | ------- |
| 2001         | 21.245                |                       |                       |                             |                        | 19.761        |         |         |
| 2002         | 68.431                |                       |                       |                             |                        | 59.977        |         |         |
| 2003         | 77.331                | 60.512                |                       |                             |                        | 75.856        |         |         |
| 2004         | 60.817                | 56.997                |                       |                             |                        | 60.515        |         |         |
| 2005         | 49.596                | 21.173                |                       |                             |                        | 69.073        |         |         |
| 2006         | 31.326                | 81.883                |                       |                             |                        | 108.685       |         |         |
| 2007         | 10.857                | 170.084               |                       | (8.399)                     | (8.402)                | 168.486       | 6.600   | 6.300   |
| 2008         | 5.714                 | 129.383               |                       | (16.238)                    | (17.764)               | 122.380       | 12.300  | 13.700  |
| 2009         |                       | 98.718                |                       | (5.030)                     | (4.546)                | 97.557        | 9.400   | 9.400   |
| 2010         |                       | 124.345               |                       | (8.609)                     | (8.975)                | 123.524       | 8.500   | 8.400   |
| 2011         |                       | 103.368               |                       | (7.135)                     | (6.957)                | 98.077        | 7.500   | 7.400   |
| 2012         |                       | 106.105               | 4.621                 | (2.333)                     | (2.298)                | 103.744       | 3.300   | 2.700   |
| 2013         |                       | 103.739               | 30.123                |                             |                        | 130.314       | 100     | 800     |
| 2014         |                       | 109.238               | 36.910                |                             |                        | 145.224       |         |         |
| 2015         |                       | 146.651               | 41.218                |                             |                        | 170.796       |         |         |
| 2016         |                       | 163.953               | 24.259                |                             |                        | 183.119       |         |         |
| 2017         |                       | 235.663               | 30.035                |                             |                        | 254.377       |         |         |
| 2018         |                       | 232.020               | 53.688                |                             |                        | 277.097       |         |         |
| 2019         |                       | N.C.                  | N.C.                  |                             |                        | 252.450       |         |         |
| 2020         |                       | N.C.                  | N.C.                  |                             |                        | 172.215       |         |         |
| 2021         |                       | N.C.                  | N.C.                  |                             |                        | 192.085       |         |         |
| 2022         |                       | N.C.                  | N.C.                  |                             |                        | 150.120       |         |         |
| 2023         |                       | N.C.                  | N.C.                  |                             |                        | 148.607       |         |         |
| 2024         |                       |                       |                       |                             |                        |               |         |         |
| Total        | 264.500               | 1.943.832 (1)         | 220.854 (1)           | (47.763) (2)                | (48.956) (2)           | 3.184.039 (1) | 47.700  | 48.700  |
| Total cumulé | 2.429.186 (1)         | 2.429.186 (1)         | 2.429.186 (1)         | (96.719)                    | (96.719)               | 3.184.039 (1) | 96.400  | 96.400  |

NB : Depuis 2019, Mitsubishi ne publie plus les chiffres de production par modèle - (1) : Totaux partiels - (2) Véhicules produits par Mitsubishi au Japon badgés Citroën et Peugeot, dont les derniers (5.400 C-Crosser et 5.400 4007) ont été assemblés en CKD/SKD en Russie du 17 septembre 2010 à mi septembre 2012, comptés dans la production Mitsubishi.
Sources :
* CCFA - Analyses et statistiques production automobile des marques françaises par année
* Groupe PSA - Ventes : documents de référence 2005 à 2012 - Les chiffres publiés sont arrondis à la centaine.
* Mitsubishi Motors : Facts and Figures, Facts & Figures 2005, Facts & Figures 2009, Facts & Figures 2013, Facts & Figures 2019.
En septembre 2012, les derniers Outlander II, badgés Citroën C-Crosser et Peugeot 4007 sont sortis de l'usine russe PSMA Russ de Kaluga avant de laisser la place au Mitsubishi ASX I et ses clones, les Citroën C4 Aircross et Peugeot 4008 I dont la production a démarré le 19 novembre 2012. La production du Mitsubishi Outlander s'est poursuivie dans les usines au Japon, Chine, Malaisie, Pays-Bas, Russie, Taïwan, Thaïlande et Vietnam. Plusieurs de ces usines ont été fermées. La 4e génération (2021) n'est fabriquée qu'au Japon et en Chine.

### Les rappels des C-Crosser & 4007
Les Citroën C-Crosser et Peugeot 4007 ont fait l'objet de 5 rappels importants : 
- Janvier 2008 - versions produites jusqu'en mars 2007 : usure prématurée de la moquette en l'absence d'une protection au niveau des pieds du conducteur,
- Mai 2008 - 2.600 véhicules fabriqués du 26 avril 2007 au 31 janvier 2008 : reprogrammation du calculateur moteur diagnostiquant un surrégime avec une conduite sportive, risque d'arrêt brutal du moteur,
- Juillet 2008 - 2.900 véhicules produits entre juillet 2007 et le 15 février 2008 : risque de fuite au niveau du tube de retour de gazole par frottement,
- Janvier 2009 - tous modèles fabriqués jusqu'en 2008 : reprogrammation du calculateur moteur,
- Février 2011 - 383 véhicules produits entre mi-avril 2007 et janvier 2008 : corrosion des connecteurs du faisceau des sièges électriques.

Mais aucun rappel concernant la mécanique, notamment l'embrayage by mass très fragile qui présentait un défaut de conception avéré.